# 李大永 (軍人)
李 大永（イ・デヨン、이대영）は大日本帝国陸軍及び大韓民国陸軍の軍人。幼名は李昊永（이호영）。創氏改名による日本名は海東孝朋。徳水李氏。李舜臣の後裔。息子は海軍中将・援護処長（現大韓民国国家報勲処）・大韓民国海洋連盟総裁の李種浩。

## 経歴
1889年8月、漢城府に生まれる。大韓帝国武官学校入学。在学中に日本の中央幼年学校予科3年に留学。同校卒業後、丸亀歩兵第12連隊附士官候補生となり、1914年、陸軍士官学校第26期卒業。以降歩兵第12連隊附を12年間続ける。1918年7月29日、歩兵中尉。1921年、シベリア出兵に派遣され、約1年間ニコリスクで守備隊長として侵略と馬賊討伐に従事した。
1925年3月18日、歩兵大尉。同年9月22日、歩兵第73連隊大隊副官。
1927年1月29日、歩兵第73連隊中隊長。
1928年9月21日、歩兵第73連隊附。
1930年9月から10月まで昭和5年国勢調査陸軍調査員として活動。
1931年9月14日、歩兵第73連隊大隊副官。
1934年3月5日、任歩兵少佐、歩兵第75連隊附。同年、朝鮮軍司令部附。後に
1937年から1939年頃まで現役少佐身分で京城府総務部内務課防空係嘱託として勤務。
1937年8月、京畿道江華を訪問して戦時下防空防諜意識の強化と総力体制の確立を主題に講演、同月に京城府高等普通学校父兄会に出席し、毎日新報社が制作した日中戦争関連の毎新ニュースを上映した後に時局講演をした。
1938年7月、京城軍事後援連盟が主催した北支事変記念1周年講演に朝鮮軍司令部報道部の鄭勲少佐などと共に出席し、日本の侵略戦争に対する協力と朝鮮人の兵力動員を宣伝・扇動した。また同年8月には親日団体である同民会が主催した婦人講習会で「非常時局の精神作興と心田開発」を主題に講演した。
1939年11月、第2回陸軍兵志願者301名退所式に参加。
1940年から1943年頃に京城府陸軍兵志願者後援会、1943年11月には臨時特別志願兵制度鍾路翼賛委員会に参加し、朝鮮人青年と学生を対象に志願兵として出ることを宣伝扇動した。
1940年3月、京城の半島ホテルで京城府尹と京畿道警察部長が招集された会議に出席し、曺秉相と共に志願兵後援会の基金を30万円募集しようと提案したが、京城府尹の反対によって10万円に決定された。同年5月、京城府陸軍志願兵後援会の主催で15日から22日まで朝鮮ホテルで開かれた警察署管轄地域別有志懇談会に現役少佐として参加し、最初に志願兵の趣旨を一般に徹底して認識させること、第二に志願兵を精誠に不自由がないように後援するために1日あたり最低500円以上の寄付金を集めて20万円以上の事業基金を作ることを全会一致で決議した。同月、尹致昊、曺秉相、朴勝武、朴勝城などと共に退所を控えた志願兵訓練所訓練兵と士官達に盛大な晩餐を施して訓練兵に記念品を伝達した。
1941年1月、京城府民館で国民総力朝鮮連盟が主催し、京城府陸軍兵志願者後援会が後援する「陸軍特別志願兵趣旨普及講演」に陸軍少佐兼京城府陸軍兵志願者後援会常任理事として参加し、1800名の市内学生を集めて「志願兵と後援会」という題目で講演した。
『三千里』1941年12月号の「出征と東京陸軍士官学校時代回想」という対談を通じて、朝鮮青年たちはすべからく大亜細亜の建設の礎石となり、さらに世界新秩序の建設に貢献するため、尚武精神を把握しなければならないだろうと主張した。
1942年10月、名門の家庭から率先して志願兵を出すための実践方法を協議するため、府民館に京城府陸軍兵志願者後援会主催で開かれた懇談会に参加し、1943年度志願兵募集を議論し、日本現地の徴兵制実施について説明を受けた。
1943年5月、第11回陸軍志願兵修了生を対象に京城府陸軍兵志願者後援会が府民館大講堂で開催した壮行会と同年11月の第1訓練所出身志願兵壮行会に参加した。
朝鮮人学徒特別志願兵制が実施されると、1943年11月、臨時特別志願兵制度鍾路翼賛委員会に参加し、「適格者の家庭を訪問して極力（志願兵を）勧誘するもの」などを満場一致で可決し、翌日和信百貨店で会議を開いて尹致昊、呂運弘、申弼浩などと実行委員に選任された。また各町、総大会と適格者及び父兄懇談会を開催して各地域を任せることにし、授恩町方面を担当した。
1943年11月、臨時特別志願兵京城翼賛会に鍾路委員会実行委員として出席し、出陣学徒の壮行会を京城全体で開催し、次に町会別、委員会別に開催することなどを決定した。
1944年頃、国民総力朝鮮連盟評議員。
1949年、陸軍士官学校第8期第4次特別班を卒業して尉官級将校として勤務するが、すぐに退役。朝鮮戦争が勃発すると軍に復帰して、陸軍大領任官。全羅南道地区兵事区司令官、済州地区兵事区司令官、忠清南道地区兵事区司令官、京畿地区衛戍司令官、全羅南道戒厳民事部長（1951年）などを歴任。
1954年4月15日、京畿道地区兵事区司令官。
准将で予備役編入。
1960年5月、第7代在郷軍人会会長。
2008年4月28日に民族問題研究所と親日人名辞典編纂委員会が発表した親日人名辞典収録対象者軍部門に記載。
2009年、親日反民族行為真相糾明委員会は報告書で「日本陸軍士官学校を卒業して以来20年間日本軍将校として服務しており、特に1921年にはシベリア干渉戦争（シベリア出兵）に参戦し、日帝の侵略戦争に積極的に協力した」「このような行為を通じて日本政府から1926年に勲六等瑞宝章、1933年に勲五等瑞宝章を受けた」「日中戦争勃発直後、京城府陸軍兵志願者後援会と臨時特別志願兵制度鍾路翼賛委員会に参加し、朝鮮の青年達を侵略戦争に動員するための志願兵制度を積極的に宣伝扇動した」ことから日帝強占下反民族行為真相糾明に関する特別法第2条第10号「日本帝国主義軍隊の少尉以上の将校として侵略戦争に積極的に協力した行為」及び第11号「学兵、志願兵、徴兵または徴用を全国的次元で主導的に宣伝または扇動したり強要した行為」、第19号「日本帝国主義の植民統治と侵略戦争に協力して褒賞または勲功を受けた者として日本帝国主義に著しく協力した行為」に該当するとして親日反民族行為に決定した。

## 勲章
- 大正大礼記念章 1915年11月[6]
- 勲六等瑞宝章 1926年7月[6]
- 国勢調査記念章 1932年10月[6]
- 勲五等瑞宝章 1933年7月[6]
- 勲四等瑞宝章 1934年4月[6]